# Storia della Cina
La storia della Cina e della sua civiltà ha origine dai piccoli insediamenti sorti lungo le vallate del Fiume Giallo (che è considerato la "culla della civiltà cinese") e del Fiume Azzurro intorno al 3000 a.C.
Le prime informazioni della storia scritta della Cina risalgono alla dinastia Shang (1600-1046 a.C.). Gli ossi oracolari con i primi caratteri cinesi della dinastia Shang sono stati datati attraverso il radiocarbonio al 1250 a.C., servivano a effettuare divinazioni sul futuro e da essi si compiono studi sulla paleografia, filologia dei caratteri e sul cinese antico. La cultura, letteratura e filosofia cinesi iniziarono il loro sviluppo durante la successiva dinastia Zhou (1046-256 a.C.).
La dinastia Zhou cominciò a cedere alle pressioni interne ed esterne durante l'VIII secolo a.C. e la sua abilità nel controllare i signorotti locali, andò indebolendosi fino al punto che il territorio si suddivise in piccoli Stati regionali, dando inizio al periodo delle primavere e degli autunni, che sfociò successivamente nel periodo dei regni combattenti. Nel 221 a.C. Qin Shi Huangdi unificò i bellicosi regni locali e creò il primo Impero cinese. Le successive dinastie della storia cinese svilupparono sistemi burocratici che permisero all'imperatore della Cina di mantenere il controllo dei suoi vasti territori.
L’impero cinese era il terzo più vasto dell’antichità, dopo i soli imperi achemenide e Xiongnu. La sua superficie massima era di 8 milioni di km² sotto la dinastia Han unita (6,5 in seguito). Sotto la dinastia Yuan, cioè il khanato mongolo (1279-1368) durante il quale Marco Polo visitò la Cina, riuscì a raggiungere persino i 15 milioni di km², nel 1330, e la stessa estensione fu mantenuta con i Qing, i successori dei Ming (15 milioni nel 1790; l'ultimo Imperatore abdica nel 1912), mentre si colloca al terzo posto la dinastia Tang (13,72 milioni nel 715). Durante la dinastia Tang, la Cina impose il suo sistema tributario a Giappone, Corea e Vietnam, stabilendo un'influenza assoluta in Asia orientale. Nel corso della sua storia i vari imperi cinesi furono i più vasti del mondo in almeno 54 occasioni, sotto 49 diverse dinastie fino al XIX secolo. Globalmente invece la Cina fu il quinto impero più vasto della storia, quattro volte più vasto dell'impero romano di Traiano. Al suo apice governava il 40% della popolazione mondiale, sotto la dinastia Han nel II secolo a.C., risultando in questo il terzo impero per popolazione dopo quello mediano e achemenide. Nell'era moderna, invece, l'impero del Grande Qing governava il 36,6% della popolazione mondiale nel XIX secolo.
La storia cinese risulta così caratterizzata dall'alternanza di periodi di unità e divisioni. In qualche occasione il territorio fu dominato da popoli provenienti dall'Asia centrale, che furono poi assimilati nella popolazione Han. Influenze culturali e politiche da molte parti del continente asiatico, portate da ondate successive di immigrazione, espansione e assimilazione culturale, sono parte della moderna cultura della Cina.

## Preistoria

### Paleolitico

#### Paleolitico inferiore
L'area dell'attuale Cina risulta essere stata abitata dall'Homo erectus già da più di un milione di anni fa. Infatti recenti analisi magnetostratigrafiche su utensili litici trovati nel sito di Xiaochangliang li fanno risalire a 1,36 milioni di anni fa (Ma). Nel sito di Xihoudu, nella provincia di Shanxi, sono state trovate tracce dell'utilizzo del fuoco risalenti a 1,27 Ma.
Scavi a Yuanmou (元謀) e successivamente a Lantian (藍田) hanno dato segni di abitazioni primitive. Tra i più famosi ritrovamenti archeologici figurano i resti fossili del cosiddetto Uomo di Pechino (北京人), un ominide del quale nel 1923 vennero ritrovati frammenti di cranio, resti recentemente datati a oltre 700.000 anni fa.

#### Paleolitico medio
L'Homo sapiens potrebbe aver raggiunto la Cina circa 65 000 anni fa dall'Africa. Risalenti al Paleolitico medio e a periodi successivi sono i siti trovati nella regione dell'Ordos, nella Cina settentrionale, comprendenti focolari, grandi quantità di pietra lavorata e di ossa di fossili animali – mammuth, rinoceronti, bufali, gazzelle e frammenti di uova di struzzo.

#### Paleolitico superiore
In una grotta a Liuzhou, nella provincia di Guangxi, sono stati trovati tre frammenti di vasellame datati tra 19 000 e 16 500 anni a.C. Nella caverna superiore di Zhoukoudian sono stati ritrovati resti di tre scheletri umani che sono stati datati intorno al 16.922 a.C.

### Neolitico

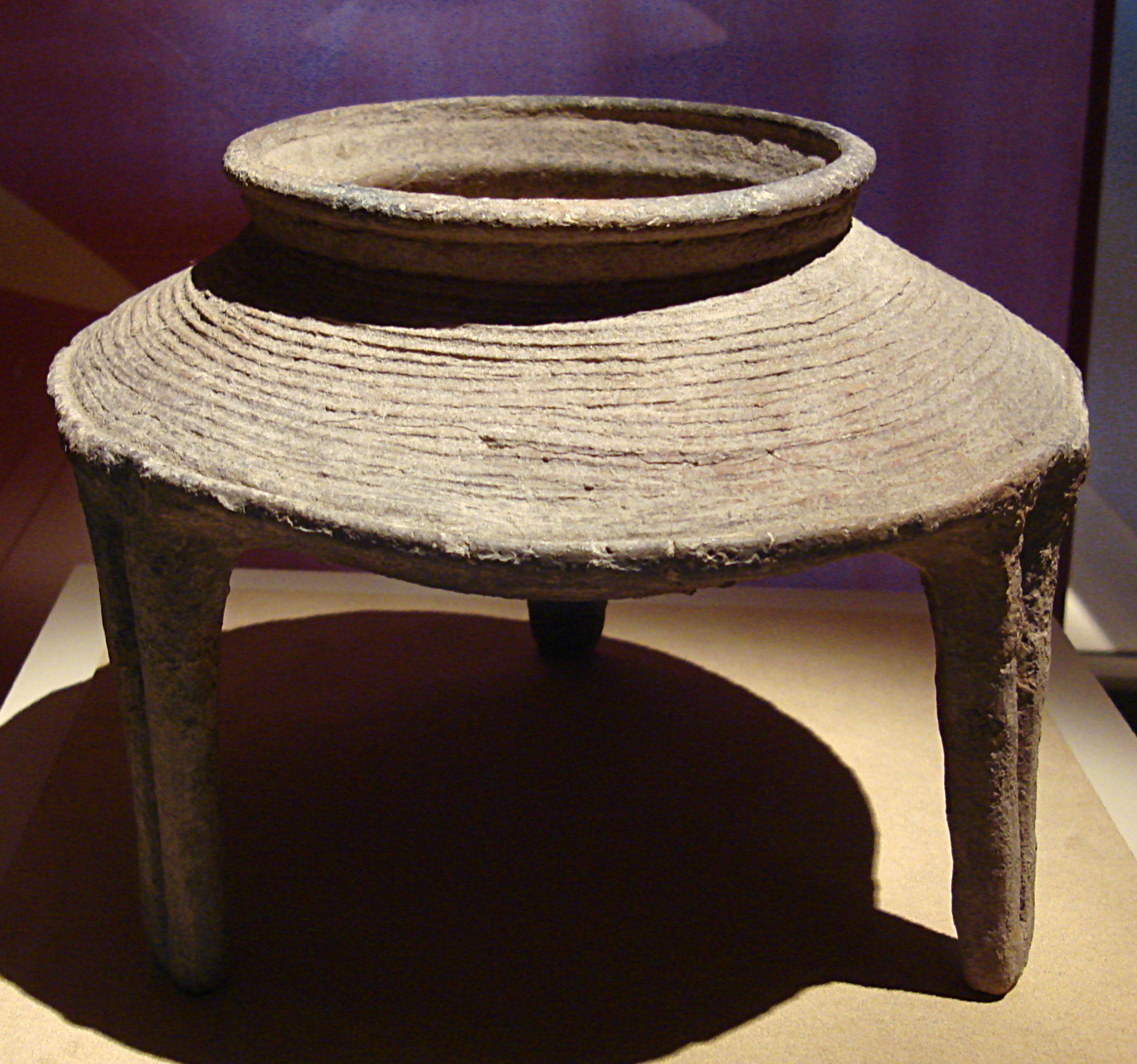
Manufatto della cultura di Yangshao

Le origini della cultura neolitica in Cina vengono fatte risalire a 14.000-12.000 anni fa.
Testimonianze di un'antica agricoltura cinese basata sulla coltivazione del miglio sono state datate con il radiocarbonio al 7 000 a.C. e associate alla cultura di Peiligang (裴李崗文化) della contea di Xinzheng (新鄭縣), nella provincia di Henan (河南省), in seguito a scavi del 1977.
L'agricoltura permise un aumento della popolazione, data l'abilità nell'immagazzinare le risorse e comparvero le prime figure di amministratori ed artigiani. Nel tardo Neolitico la valle del Fiume Giallo (Huáng Hé 黃河) divenne il centro della cultura di Yangshao, sviluppatasi fra il 5000 e il 3000 a.C. Fra gli insediamenti di questo periodo il più significativo dal punto di vista archeologico è quello ritrovato a Banpo (半坡), nello Xi'an (西安).
Per questa parte della storia cinese la documentazione scritta è molto carente, ma si sa che verso il 7 000 a.C. la coltivazione dei cereali aveva dato origine alla cultura Jiahu. A Damaidi, nel Ningxia, sono state scoperte 3 172 iscrizioni rupestri datate al 6 000-5 000 a.C., che rappresentano 8 453 elementi come il sole, la luna, le stelle, gli dei e scene di caccia o pascolo. Questi pittogrammi sono ritenuti simili ai più antichi caratteri scritti cinesi finora appurati.
In una fase più tarda del Neolitico, fra il 3000 e il 2000 a.C., si diffuse la cultura di Longshan, basata nel basso e medio Fiume Giallo. Durante il periodo della cultura Lóngshān iniziò la costruzione di città, con mura di terra compattata e fossati. Il sito di Taosi è il più grande insediamento fortificato della cultura di Longshan. Gli artigiani di questa cultura conoscevano l'uso del tornio e produssero vasellame di fattura molto pregiata. La coltura del riso era già diffusa, e veniva già praticata la coltura del baco e la produzione di seta.

## Dinastie mitiche

### I tre augusti e i cinque imperatori
Lo studio della storia primitiva della Cina è reso complicato dalla mancanza di una lingua scritta e dalla scarsa affidabilità dei primi documenti nel descrivere fatti accaduti in tempi molto più antichi. Come per la storia antica di altri popoli esiste una certa commistione tra fatti e leggende riguardo alle origini del proprio popolo. Siti archeologici come quelli di Erlitou (二里頭) e Sanxingdui (三星堆) mostrano prove di una civiltà dell'età del bronzo in Cina.
La prima esauriente trattazione sulla storia della Cina, le Memorie di uno storico (史記) di Sima Qian (司馬遷), un rinomato storiografo del II secolo a.C., comincia circa 1300 anni prima, con la descrizione dei tre augusti e cinque imperatori (三皇五帝). Questi governanti erano re semi-mitici ed esempi morali; e uno di loro, l'Huang Di (黃帝, "imperatore giallo"), è definito come l'antenato di tutti i cinesi.
Sima Qian riferisce che il principio del passaggio delle cariche di governo per ereditarietà venne introdotto per la prima volta nel periodo della dinastia Xia (夏朝) e questo modello venne portato avanti nelle successive dinastie Shang e Zhou (周朝). È da questo periodo delle tre dinastie (cinese: 三代; pinyin: sāndài) che si riesce a delineare con chiarezza la storia della Cina.

### Dinastia Xia (2070-1600 a.C. circa)
La dinastia Xia (夏S, XiàP), 2070-1600 a.C. circa, è la prima dinastia ereditaria cinese, sviluppatasi quando sul territorio apparvero le prime forme statali all'interno di una società fortemente stratificata in cui l'agricoltura, la tecnica, l'artigianato e l'arte videro un forte impulso. Regnò su una vasta area attraversata dal Fiume Giallo, comprendente le attuali regioni dell'Henan e Shandong a est, Shanxi a ovest, l'Hubei a sud e l'Hebei a nord.
Il primo sovrano fu il grande Yǔ, ricordato soprattutto per le grandi opere di regolazione delle acque. La dinastia governò con diciassette sovrani che si susseguirono per quattordici generazioni. L'ultimo sovrano, il corrotto Jie, fu detronizzato da Shang Tang che diede inizio alla dinastia Shang.
Anche se oggetto di una vasta tradizione orale, la reale esistenza e storicità di questa dinastia fu a lungo messa in dubbio e fu ipotizzato fosse solo stata creata dal mito. Alla fine degli anni cinquanta gli importanti ritrovamenti archeologici nel sito di Erlitou (città di Yanshi, nello Henan) chiarirono di molto le cose. Durante la dinastia vide la luce una propria cultura collocabile tra la cultura di Longshan e quella Shang antica.
L'esistenza di un'organizzazione statale sembra dimostrata dalle fondamenta di enormi palazzi a Erlitou. Tali opere non sarebbero state possibili senza mezzi coercitivi e l'utilizzo di abbondante manodopera. La società era fortemente gerarchizzata e questo è riscontrabile nella differenza delle tombe e delle abitazioni. Economicamente la cultura Xia era basata sull'agricoltura. Erano prodotti attrezzi agricoli, vasellame in terracotta e in bronzo; venivano praticati i sacrifici umani. Non sono note le cause della fine della cultura Xia.

## Storia antica

### Dinastia Shang (c. 1600-1046 a.C.)

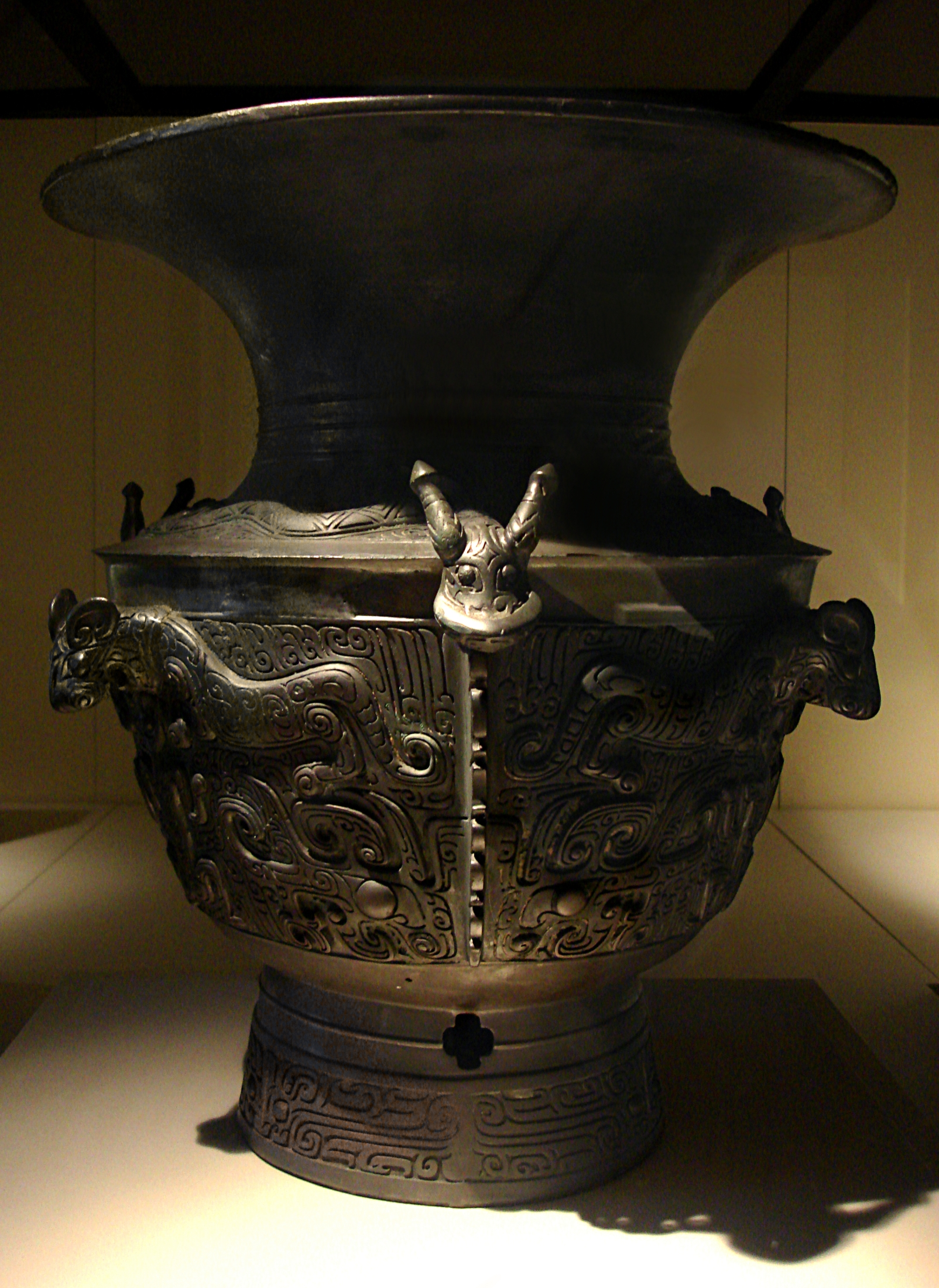
Vaso di bronzo della dinastia Shang (da Funan, nella provincia di Anhui)

La dinastia Shang (商朝), detta anche dinastia Yīn (殷代) (circa 1650 a.C.-1046 a.C.), è la seconda dinastia cinese, ma solo la prima di cui si abbiano conferme storiche, e regnò sulla parte nordorientale della Cina, nella valle del Fiume Giallo. La dinastia Shang seguì la semi-mitica dinastia Xià e precedette la dinastia Zhōu.
La dinastia Shang sarebbe stata fondata da un comandante che si ribellò all'ultimo sovrano della dinastia Xià. La civiltà Shang era basata sull'agricoltura e praticava la caccia e l'allevamento di animali. Aveva anche sviluppato un complesso sistema di scrittura, nonché tecniche di fusione del bronzo e di produzione di vasellame molto avanzate.
Le Memorie di uno storico di Sima Qian affermano che la capitale della dinastia Shang cambiò sei volte. L'ultimo e il più importante trasferimento fu quello nella città di Yin Xu, nel 1350 a.C., che segnò l'età d'oro della dinastia. La denominazione di dinastia Yin è diventato un popolare sinonimo di dinastia Shang.
A quanto risulta dalle ultime scoperte archeologiche cinesi, la dinastia Shang ebbe inizio nel 1766 a.C. quando Shang Tang rovesciò Jie, l'ultimo sovrano della dinastia Xia, ristabilendo la pace e istituendo un governo più umano. Durante questo periodo dinastico la città più importante fu Yin che divenne capitale e centro sociale-economico della Cina settentrionale.
La forma di governo era teocratica con a capo una successione di re le cui principali funzioni erano forse rituali più che politiche. Il trono era ereditario e venne trasmesso di padre in figlio per trenta generazioni, con i nomi dei sovrani che vennero registrati da Sima Qian.
Alla dinastia Shang succedette la dinastia Zhou (1046-256 a.C.) al termine della battaglia di Muye.

### Dinastia Zhou (1046-256 a.C.)
Alla fine del II millennio a.C. la dinastia Zhou cominciò ad affermarsi nella valle del Fiume Giallo sconfiggendo la dinastia Shang. Originariamente era un popolo che viveva nella regione a ovest del regno degli Shang e il sovrano degli Zhou, il re Wu, era stato nominato protettore occidentale dai re Shang.
Sconfitti gli Shang nella battaglia di Muye (1046 a.C.), il re Wu diede inizio alla dinastia Zhou che, con le sue sottodinastie, ebbe la più lunga durata tra le dinastie cinesi, regnando dal 1046 al 256 a.C. Re Wu invocò il concetto di "mandato divino" per legittimare la sua presa di potere, concetto che fu fondamentale per legittimare il regno di quasi tutte le dinastie seguenti.
Durante la dinastia Zhou maturò la filosofia cinese, con personalità come Confucio e Laozi, fondatori del confucianesimo e del taoismo, che influenzarono il pensiero cinese fino ai giorni nostri.

### Periodo delle primavere e degli autunni (770-454 a.C.)
Il periodo delle primavere e degli autunni (春秋時代) fu un periodo della storia cinese dal 770 a.C. al 454 a.C. Prende il nome dalle cronache di quel tempo, gli Annali delle primavere e degli autunni, tradizionalmente attribuiti a Confucio, che narrano gli avvenimenti dello Stato di Lu dal 770 a.C. al 481 a.C.
In realtà il periodo delle primavere e degli autunni (Chunqiu) termina nel 454 a.C., anno in cui il principato di Jin si divide in tre Stati indipendenti (Han, Wei e Zhao). In questo periodo i capi militari locali al servizio della dinastia Zhou ingaggiarono una guerra interna allo scopo di affermare la propria egemonia. La situazione si aggravò inoltre ulteriormente con l'invasione di alcune popolazioni straniere provenienti da nord-ovest, tra cui i barbari del Quanrong, che costrinse gli Zhou a spostare la capitale più a est, da Hao a Luoyang. Ebbe così inizio la seconda era della dinastia Zhou: la dinastia Zhou orientale.
Emersero sette Stati principali, in perenne lotta tra loro: Han, Zhao, Wei, Yan, Qin, Qi e Chu; i prìncipi (wáng) di quegli Stati detenevano tutto il potere, ma continuarono solo formalmente a servire la dinastia dominante.
Fu questo un periodo molto ricco per lo sviluppo della filosofia cinese; sorsero infatti, in risposta ai profondi cambiamenti del mondo politico, le cosiddette Cento scuole di pensiero, così come alcuni fra i più influenti movimenti (il confucianesimo, il taoismo, il legismo e il moismo).

### Periodo dei regni combattenti (475-221 a.C.)
Con Stati combattenti o regni combattenti o Zhan Guo (cinese: 战国; pinyin: Zhànguó) si indica il periodo storico cinese che va dal 475 a.C. al 221 a.C.
Il periodo dei regni combattenti vide numerosi Stati – Han, Wei, Zhao, Qi, Qin, Yan e Chu – combattere per la supremazia nell'antica Cina. A imporsi fu lo Stato di Qin, che per raggiungere questo scopo ricorse a ogni mezzo: dallo scontro militare alla manovra diplomatica, dall'inganno all'assassinio degli avversari.
La fase conclusiva del processo di unificazione ebbe inizio con l'ascesa al trono di Qin del re Ying Zheng nel 247 a.C., sovrano dalle rare capacità organizzative e dall'eccezionale senso strategico, che conquistò nell'ordine: Han (230 a.C.), Wei (225 a.C.), Chu (223 a.C.), Zhao e Yan (222 a.C.) e Qi nel 221 a.C., unificando così la Cina e dando inizio alla dinastia Qin. Ying Zheng si rinominò Qin Shihuangdi, nome che si rifaceva agli antichi sovrani mitici.
Il periodo dei regni combattenti vide il fiorire della lavorazione del ferro, che sostituì il bronzo nelle armi. La sfera d'influenza della cultura cinese si allargò ad aree come lo Shu (l'attuale Sichuan) e lo Yue (l'odierno Zhejiang).

## La Cina imperiale

### Il primo imperatore cinese e la dinastia Qin (221-206 a.C.)

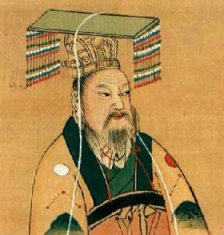
Ying Zheng, il primo imperatore della Cina

Nel 221 a.C. Ying Zheng divenne re dello Stato di Qin e ben presto, grazie alle sue grandi doti strategiche, a un forte esercito e spesso ricorrendo all'inganno e all'assassinio degli avversari, sconfisse gli altri sei regni che occupavano il territorio cinese: Zhao, Han, Wei, Yan, Qi e Chu (vedi la voce Guerre di unificazione dello stato di Qin).
Con la sconfitta di Qi, nel 221 a.C. Ying Zheng realizzò infine l'unificazione della Cina e assunse il titolo di Qin Shi Huang Di ("primo imperatore della dinastia Qin"). Questo atto fu una sfida alla tradizione perché fino ad allora i termini Huang e Di erano stati utilizzati esclusivamente per indicare i grandi imperatori della più remota antichità, che avevano dato origine alla civiltà. Ying Zheng si poneva così sul loro stesso piano, sottolineando il fatto che non aveva bisogno della tradizione per legittimare il proprio potere. Si accinse quindi a realizzare una serie di riforme, sotto il consiglio del primo ministro legista Li Si, che avrebbero lasciato un'impronta indelebile nella storia cinese. L'antica aristocrazia venne infatti esautorata, le famiglie nobili furono costrette a trasferirsi nella capitale Xianyang, l'intero territorio venne diviso in distretti raccolti in governatorati e tutte le unità di misura vennero unificate così come la moneta e la scrittura. Per favorire la comunicazione tra le diverse regioni venne imposto un unico scartamento assiale per i carri e fu costruita un'ampia rete stradale per un totale di circa 6000 km.
Shi Huang Di produsse un rinforzamento delle difese settentrionali del Paese innalzate per proteggere il territorio dalle incursioni dei cosiddetti barbari Hsiungnu. L'opera, secondo il grande storico cinese Sima Qian, venne affidata al generale Meng Tian (蒙恬S, Méng TiánP) e al suo esercito di 300 000 uomini. L'obiettivo imperiale doveva essere quello di collegare i vari pezzi di muraglia già esistenti ottenendo, come risultato, la Grande Muraglia. Affinché nessuno potesse dubitare della sua autorità invocando la tradizione, Shi Huang Di accolse la proposta di Li Si e nel 213 a.C. decretò che tutti i testi antichi fossero bruciati per cancellare il ricordo del passato, fatta eccezione per quelli di argomento scientifico e tecnico.
I fattori che determinarono la caduta della dinastia furono numerosi: innanzitutto la frenesia con cui Shi Huang Di aveva attuato la sua politica e la spietatezza dei metodi punitivi da lui adottati, come il principio della responsabilità collettiva (se una persona commette un reato, tutto il suo clan di appartenenza ne sarebbe stato colpevole). Migliaia di contadini erano stati costretti ad abbandonare i campi per andare a combattere o per partecipare ai lavori di costruzione della Grande Muraglia, delle strade, dei canali e dei palazzi imperiali. Le realtà locali furono sconvolte anche a causa dell'unificazione della moneta e del sistema di scrittura.
La dinastia non sopravvisse alla morte del suo primo imperatore nel 210 a.C., il governo non fu in grado di gestire la situazione e l'azione della corte fu pressoché paralizzata da intrighi di corte e lotte per il potere. A seguito di un complotto attuato dal primo ministro Li Si e dall'eunuco Zhao Gao, l'erede al trono fu costretto a suicidarsi. Zhao Gao si sbarazzò anche di Li Si, che fu imprigionato e messo a morte. Al trono fu posto Er Huang Di ("secondo imperatore"), secondogenito di Shi Huang Di, che venne anch'egli presto ucciso. Il potere passò a Ziying, nipote del primo Imperatore, il quale non osò assumere il titolo di "terzo imperatore".
Mentre il governo era dilaniato da lotte intestine, nel 209 a.C. scoppiò una grande rivolta popolare che si espanse per tutto l'Impero. Le forze principali dei ribelli erano comandate da Xiang Yu, che nel 206 a.C. ottenne la resa di Qin, mise a sacco la capitale e fece uccidere l'imperatore Zi Ying, e da Liu Bang, che trasferì la capitale a Chang'an e, nel 206 a.C., si proclamò imperatore della nuova dinastia Han, assumendo in seguito il nome di Gao Zu.

### Età classica cinese
Questo periodo comprende gli anni della Dinastia Han Occidentale (206 a.C.-9 d.C.) e Orientale (25-220 d.C.) e quelli dell'usurpazione della Dinastia Xin (9-23 d.C.). La dinastia Han (漢朝T, 汉S, HàncháoP) governò la Cina dal 206 a.C. al 220 d.C. Fu preceduta dalla dinastia Qin e seguita dal periodo dei tre regni. La dinastia Han diede in seguito anche il suo nome alla popolazione etnica cinese per differenziarsi dalle numerose altre minoranze etniche presenti in Cina.
La dinastia fondata dalla famiglia Liu (劉T, 刘S, LiúP) regnò sulla Cina per quattro secoli diffondendo la sua influenza sul Vietnam, l'Asia centrale, la Mongolia e la Corea.
Durante la dominazione Han il confucianesimo divenne la filosofia ufficiale di Stato e l'agricoltura e il commercio prosperarono, tanto che la popolazione raggiunse i cinquanta milioni di abitanti, di cui tre milioni abitavano la capitale Chang'an (長安T, 长安S), di fatto la più grande metropoli del suo tempo. La dinastia Han venne anche interrotta per un periodo che va dal 9 d.C. al 25 d.C. durante il quale il sovrano Wang Mang instaurò una nuova dinastia, la dinastia Xin, con una politica basata sugli ideali dei classici confuciani, ma la dinastia declinò rovinosamente colla morte del sovrano avvenuta nel 23 d.C.
La dinastia Han si divide in due periodi: il primo detto dinastia degli Han anteriori (前漢T, Qian HanP) o anche dinastia Han occidentali (西漢T, Xī HànP) fiorì dal 206 a.C. al 9 d.C. ed ebbe come capitale Chang'an. Il secondo periodo è definita dinastia degli Han posteriori (Hou Han 後漢) o anche dinastia Han orientali (Dong Han 東漢) dal 25 d.C. al 220 d.C. con capitale Luoyang, più a est rispetto a Chang'an, da cui il nome dinastico. Attualmente si predilige la distinzione tra orientali e occidentali per evitare confusione con la meno nota dinastia degli Han posteriori del periodo delle cinque dinastie e dieci regni, sebbene gli storici cinesi, come Sima Guang, abbiano utilizzato l'altra distinzione.
Durante la dinastia Han si ebbero grandi progressi intellettuali, letterari, artistici e scientifici. Fu perfezionata la scoperta della carta, tanto da poterla utilizzare quale supporto per la scrittura e soppiantare così il precedente sistema su seta o su piccole liste di bambù. Durante questa dinastia visse il più famoso storico cinese, Sima Qian (司馬遷) (145 a.C.-86 a.C.), il cui Shiji (史記) o Memorie storiche fornisce tavole genealogiche, biografie e cronache dai tempi dei sovrani leggendari fino ai tempi dell'imperatore Wudi 漢武帝(141 a.C.-87 a.C.).

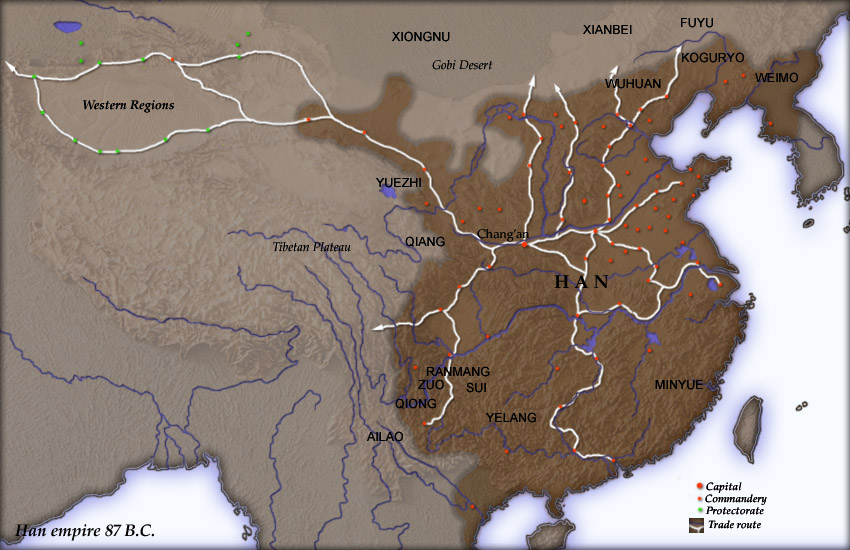
L'impero Han nell'87 a.C.

La forza militare della dinastia Han permise all'impero di espandersi a occidente nella pianura desertica del Tarim, dove erano situate le città-stato e i principati dei Tocari, Saci e Sogdiani nella provincia del Xinjiang-Uigur, attualmente di etnia prevalentemente uigura. In questo modo la via della seta veniva resa sicura fino al Pamir, ai confini con la Battriana, nell'odierno Afghanistan.
Anche il Vietnam settentrionale e la Corea furono invasi dagli eserciti Han. In questo periodo si sviluppa il sistema di tributi in base al quale stati periferici indipendenti o semi-indipendenti pagano una sorta di omaggio formale di sottomissione alla Cina, inviano doni e stabiliscono sistemi di commercio regolato, in cambio della pace e del riconoscimento alla legittimità al governo locale. Anche l'invio di principesse cinesi servì a mantenere l'equilibrio diplomatico con i vicini, soprattutto con le tribù e le confederazioni nomadi del nord, in particolare con i Xiongnu e i Wusun.

### Medioevo cinese
Con il periodo dei tre regni inizia il cosiddetto "Medioevo cinese", che comprende anche il periodo dei sedici regni (dinastia Jin) e il periodo delle dinastie del Nord e del Sud. Il termine del Medioevo cinese è dunque il 589, anno di riunificazione della Cina per opera della dinastia Sui.
I caratteri in comune tra il Medioevo cinese e quello europeo sono:
- un lungo periodo di anarchia e di guerre continue;
- il ritorno alle economie di sussistenza; il fervore religioso (cristiano in Europa, buddista in Cina),
- il ruolo unificante della religione e della cultura in un contesto politico completamente mutato,
- la continuazione dell'idea imperiale (in Europa gli eredi dell'idea imperiale furono l'imperatori bizantini e in Cina la dinastia Jin orientale)
- il ruolo dei barbari, responsabili della fine dell'impero, ma poi, assorbita la cultura precedente, protagonisti di una restaurazione imperiale.

#### Tre regni (220-280)

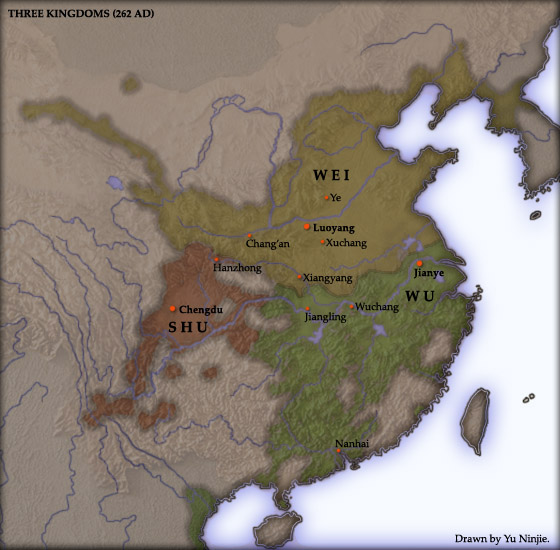
I tre regni nel 262, alla vigilia della conquista da parte dell'impero di Wei

Il periodo dei tre regni (cinese semplificato: 三国; cinese tradizionale: 三國; Pinyin Sānguó) è un periodo della storia della Cina. In senso strettamente accademico si riferisce al periodo tra la fondazione del regno Wei nel 220 e la conquista del regno Wu da parte della dinastia Jìn nel 280. Molti storici cinesi fanno comunque risalire l'inizio di questo periodo all'insurrezione dei Turbanti Gialli nel 184.

#### Dinastia Jin e periodo dei sedici regni (265-420)
Dopo il periodo dei tre regni la riunificazione avvenne sotto la dinastia Jìn, che può essere divisa in due fasi: la dinastia Jìn occidentale (265-316), che fu in grado di unificare la Cina, e la dinastia Jìn orientale (317-420), che continuarono a governare il sud della Cina.
Nell'anno 263 le truppe del regno Wei conquistavano lo Stato di Shu, cosicché i tre regni divennero due. Nel 265 Sima Yan, della prestigiosa famiglia Sima, discendente di Sima Qian, sconfisse l'imperatore Wei, togliendo così il potere alla famiglia Cao e instaurando la dinastia Jìn. Nell'anno 280 i Jìn conquistarono il regno di Wu, di modo che riuscirono a riunificare sotto la nuova dinastia l'antico impero Han.
La riunificazione non durò molto tempo. La corte Jìn in Luoyang fu sempre più minacciata dai popoli nomadi del nord che avevano formato vari stati e avevano una grande tradizione militare; difatti riuscirono a conquistare le capitali della dinastia Jìn: Luoyang nel 311 e Chang'an nel 316. Così lo Stato Jìn scomparì dal nord della Cina, che rimase diviso in ben sedici regni.
La conquista del nord da parte dei popoli nomadi o seminomadi provocò un importante esodo della popolazione verso il sud. La corte Jìn si ricostituì nella città di Jiankang, molto più a meridione, vicino alla attuale Nanchino, dove continuarono a governare fino al 420.
Gli storici cinesi hanno così dato il nome di "periodo dei sedici regni" all'epoca compresa fra il 304 e il 439, durante la quale il nord della Cina attraversò una fase di frammentazione politica e di caos. Questi sedici regni inoltre erano retti da popoli di etnia non cinese.

#### Periodo delle dinastie del Nord e del Sud (440-589)

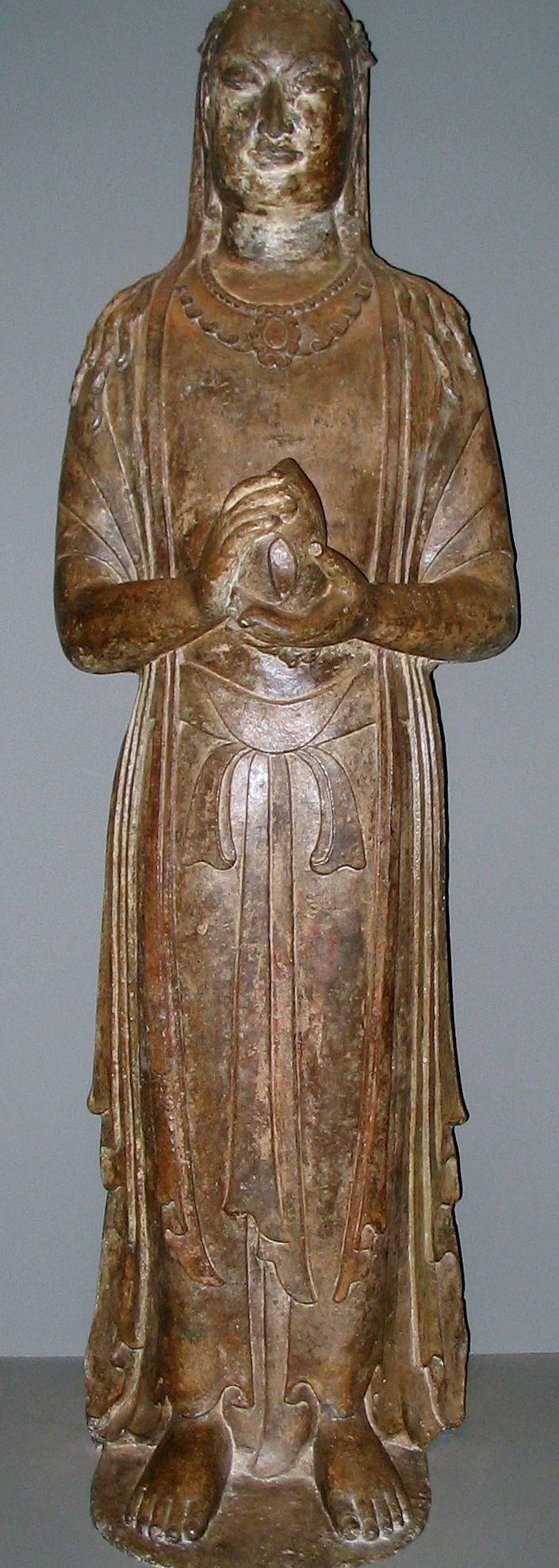
Statua in calcare del Bodhisattva della dinastia dei Qi del Nord (570 d.C.), proveniente dalla provincia dell'Henan

Fu un altro popolo di etnia non cinese, i tuoba, coloro che riuscirono a unificare il nord della Cina sconfiggendo tutti questi piccoli Stati e proclamando la dinastia Wei del Nord nel 440. Con il settentrione unificato la Cina rimase divisa in due Stati: quello a nord, nel quale si succederanno le cosiddette dinastie settentrionali: Wei del Nord, Wei dell'Est, Wei dell'Ovest, Qi del Nord e Zhou del Nord; e un altro al sud, nel quale, essendo sconfitto l'ultimo imperatore Jin nel 420, si succedettero quattro dinastie nella corte di Jiankang: Song, Qi, Liang e Chen.

### Dinastia Sui (581) e riunificazione della Cina (589-618)
La dinastia Wei cadde nel 534. Il Nord sprofondò nuovamente nel caos finché il nobile Yang Jian (morto nel 604) sbaragliò tutti i suoi rivali e riuscì a fondare la dinastia Sui (581-618). Sebbene abbia avuto vita breve, l'impero Sui si distinse per alcuni successi significativi, il principale dei quali fu la riunificazione della Cina: Yang Jian ebbe infatti il grande merito di portare il Sud sotto la giurisdizione di un impero che aveva il suo fulcro di potere nel Nord.
Suo figlio, Sui Yangdi, passò alla storia come un sovrano inetto, dedito alle donne e al vino più che alla politica; sotto il suo regno l'impero visse un rapido declino. Tuttavia fu proprio Yangdi a dare un contributo fondamentale alla riunificazione del paese: ordinò infatti la costruzione del Canale imperiale, una grandiosa opera di ingegneria che congiungeva una serie di canali preesistenti, collegando la bassa Valle dello Yangzi a Chāng'ān (l'attuale Xī'ān) tramite il Fiume Giallo (Huáng Hé). Il Canale, che fu poi deviato ed esteso verso nord quando Bĕijīng divenne capitale della dinastia Yuan, rimase la principale via di comunicazione tra la Cina settentrionale e meridionale fino al tardo Ottocento.
Dopo aver promosso tre campagne militari in territorio coreano, conclusesi tutte in modo disastroso, Yangdi divenne molto impopolare, tanto che dovette affrontare varie rivolte e infine morì assassinato nel 618 per mano di uno dei suoi più alti funzionari.

### Dinastia Tang (618-907)
Caratterizzata da una straordinaria fioritura letteraria, la dinastia Tang è considerata da molti storici l'età d'oro dell'impero cinese. Una testimonianza della prolifica produzione poetica dell'epoca (618-906) è offerta dalla raccolta di oltre 48.000 composizioni intitolata Le trecento poesie T'ang (Einaudi, Torino 1961), tanto amata dai cinesi che non è raro sentirne citare alcuni versi nel corso delle più svariate conversazioni.
Successore di Sui Yangdi fu uno dei suoi più illustri generali, Li Yuan, che conquistò la capitale, fondò la dinastia Tang e nell'arco di un decennio si liberò di tutti gli aspiranti eredi al trono. Per impedire che si venissero a ricreare centri di potere regionali in opposizione al governo centrale, l'impero fu suddiviso in 300 prefetture (zhōu) e 1500 distretti (xiàn), secondo un assetto amministrativo che, con qualche modifica, è mantenuto ancora oggi.
La politica intrapresa da Li Yuan fu proseguita dal figlio, il famoso Taizong (626-49), celebrato dai confuciani di epoca posteriore come modello di sovrano virtuoso, per il rapporto che lo legava al suo saggio ministro Wei Zheng (580-645). Allo stesso tempo la relazione dell'imperatore con la bella Wu Zetian (che successivamente si diede il nome di Wu Zhao) sembrava esemplificare i peggiori errori in cui un governatore potesse incorrere.
In seguito alla morte di Taizong, la sua concubina Wu (625-705) divenne sempre più influente a corte, tanto che nel 690 riuscì a fondare una propria dinastia, i Zhou: fu l'unica donna in tutta la storia cinese a ricoprire ufficialmente il ruolo di imperatrice. Nota per la sua spietatezza (si dice che abbia fatto uccidere persino il figlio), Wu Zhao fu tuttavia capace di portare l'impero alla sua massima espansione, annettendo vasti territori a nord della Grande Muraglia e spingendo i confini occidentali fino al cuore dell'Asia centrale. La ricca collezione di testi e dipinti custodita a Dūnhuáng, nel Gānsù, testimonia l'intensità dei traffici commerciali che si svolgevano lungo la Via della Seta in direzione dell'India, della Persia e del Mediterraneo. Nel corso dei secoli VII e VIII, le principali città, tra cui la capitale Cháng'ān, il porto fluviale di Yángzhōu e il porto marittimo di Guǎngzhōu, erano affollate di mercanti stranieri. In seguito l'imperatrice trasferì la capitale a Luòyáng, che vantava una posizione più facilmente accessibile ai rifornimenti.
Sul piano della politica interna, Wu rinnovò l'apparato burocratico, sostituendo ad alcuni funzionari di origine aristocratica gli scolari che avevano superato gli esami di stato. La sua devozione al buddhismo, tuttavia, suscitò l'ostilità dei funzionari confuciani che, nel 705, la costrinsero ad abdicare a favore di Xuanzong.
Prese le redini del potere, l'imperatore Xuanzong riportò la capitale a Cháng'ān e ricostituì le guarnigioni permanenti, affidandone il comando ad alcuni generali scelti tra i gruppi etnici minoritari che popolavano le frontiere dell'impero. Tale strategia, motivata dalla convinzione che questi personaggi, lontani dagli intrighi di corte e dalla vita politica centrale, non potessero covare idee sovversive e premeditare colpi di stato, si rivelò fallimentare: infatti fu proprio un generale di origine per metà turca e per metà sogdiana posto a capo delle truppe di stanza nel Nord ad approfittare della situazione per scatenare una ribellione. La cosiddetta rivolta di An Lushan (questo era il nome del generale) si sviluppò su ampia scala, tanto che raggiunse la capitale, e si protrasse per circa otto anni, costringendo alla fuga moltitudini di persone e mietendo innumerevoli vittime.
Sebbene non avesse raggiunto l'obiettivo di rovesciare la dinastia Tang, la ribellione ebbe importanti ripercussioni, comportando il declino dell'aristocrazia e la contemporanea ascesa di una classe militare di mercenari, il cui sostegno era indispensabile per la sopravvivenza della corte. L'impero dipese sempre più dal Sud e cominciò a chiudere le porte all'Asia centrale e occidentale. Riaffiorarono idee e culti del passato, in particolare si manifestò un rinnovato attaccamento al confucianesimo, destinato a reimporsi come dottrina di stato sotto i Song. Il buddhismo, invece, fu bandito dall'imperatore Wuzong dall'842 all'845; sebbene tale divieto sia stato in seguito abolito, la religione non riconquistò mai più in Cina il prestigio e l'ampio seguito di cui aveva goduto nella prima fase della dinastia.
Nel corso dei secoli VII e IX l'impero Tang andò incontro a un lento declino. Sul confine nord-occidentale i tibetani sconfissero le truppe imperiali, mentre a sud il regno di Nanzhao, che aveva la capitale a Dàlǐ, nello Yúnnán, cominciò ad avanzare mire espansionistiche sul Sìchuān. Inoltre nella regione centrale del Fiume Yangzi e nel Zhèjiāng l'imposizione di tasse sempre più gravose e il contemporaneo verificarsi di una serie di calamità naturali provocarono tra la popolazione rurale un diffuso malcontento che culminò nella rivolta di Huang Chao (874-84). Il paese sprofondò nel caos, finché, nel 907, la capitale dell'impero Tang cadde.

### Periodo delle cinque dinastie e dieci regni (907-960)
Dopo la fine della dinastia Tang, con la fondazione della dinastia Liang nel nord della Cina, inizia una fase di instabilità in cui, in un breve periodo, si succedettero cinque dinastie nel settentrione della Cina (dinastia Liang posteriore, dinastia Tang posteriore, dinastia Jìn posteriore, dinastia Han posteriore e dinastia Zhou posteriore); mentre nel sud apparirono dieci regni indipendenti. Questa epoca, dal 907 al 960, è conosciuta dagli storici cinesi come il periodo delle "cinque dinastie e dieci regni", o semplicemente delle "cinque dinastie".

### Dinastia Song (960-1127)
Al crollo dell'impero Tang seguì un altro periodo di frammentazione che si concluse con l'instaurazione della dinastia dei Song settentrionali (960-1127). Si trattava di un impero piuttosto piccolo stretto tra due regni barbarici, quello della dinastia Liao (che controllava una striscia di territorio a sud della Grande Muraglia), con il quale aveva rapporti pacifici, e quello della dinastia Xixia, che invece premeva sul confine nord-occidentale. Nel 1126 la capitale dei Song, Kāifēng, cadde nelle mani di un terzo popolo non cinese, i jurchen, che in passato si erano schierati a fianco dei Song contro i Liao. La corte si trasferì allora a sud, stabilendo la nuova capitale a Hángzhōu: cominciò così il periodo dei Song meridionali (1127-1279).
Antenati dei Manciù, i jurchen fondarono la dinastia Jin, la cui capitale si trovava nei pressi dell'odierna Pechino, e stipularono con i Song meridionali un trattato che riconosceva quale confine dei due regni il Fiume Huái. Tuttavia pretesero dai loro «vicini» il pagamento di tributi sotto forma di seta, tè e argento.
L'impero Song, sia settentrionale sia meridionale, tuttavia è considerato dagli storici un'epoca di grande vitalità economica e culturale. Furono compiuti notevoli progressi in campo scientifico, in particolare nell'archeologia, nella matematica, nell'astronomia, nella geografia e nella medicina, ma fiorirono anche discipline quali la filosofia, la poesia, la pittura e la calligrafia. La diffusione della risicoltura, a partire dall'VIII secolo, comportò non solo un aumento della produzione agricola, ma anche un'eccedenza della manodopera, che poté così essere reimpiegata in attività fino ad allora marginali, come quella mineraria, e in settori già sviluppati, come la produzione di ceramiche e la tessitura della seta. Si iniziarono anche a coltivare piante da tè e alberi della lacca e furono inventati la polvere da sparo e il carattere mobile. Altri importanti passi avanti furono compiuti nella fabbricazione della carta e nell'industria tipografica e gli intensi traffici commerciali con il Sud-est asiatico e il Giappone consentirono ai Song di esportare valuta in rame sempre più lontano.
Tutti questi progressi agevolarono l'urbanizzazione e l'ascesa della classe dei mercanti. Sotto i Song settentrionali, Kāifēng, popolata dai nuovi ricchi e sempre meno controllata dalla classe aristocratica in decadenza, si affermò come un dinamico centro politico, commerciale e culturale. Alcune restrizioni imposte dai Tang furono abolite e la popolazione urbana acquisì sempre maggiore libertà: in seguito alla revoca del coprifuoco, nelle città fiorì la vita notturna e Hángzhōu, capitale dei Song meridionali, attraversò una fase di vero e proprio splendore, tanto che divenne nota in tutto l'impero per la sua insuperabile bellezza, reputazione di cui gode tuttora.
Sotto la dinastia Song, inoltre, agli apici della scala sociale emerse un nuovo ceto, destinato a contraddistinguere la realtà cinese fino al XIX secolo, ossia finché il confucianesimo si impose come dottrina di stato. Si trattava di un'élite di burocrati, che avevano ottenuto la loro carica dopo aver studiato a lungo per superare tutta una serie di prove scritte: i Song avevano infatti perfezionato ed esteso il sistema degli esami, fissando come principale criterio di selezione dei funzionari amministrativi la conoscenza dei testi classici confuciani.
Mentre i letterati Song erano impegnati a speculare sui codici morali, in Mongolia cominciava a emergere la figura di Gengis Khan (1167-1227). Figlio di un capotribù, iniziò la sua trionfante ascesa al potere per vendicare l'assassinio del padre e nel 1206 fu nominato capo supremo di tutti i mongoli. Questo popolo, disprezzato per alcuni costumi giudicati frutto di ignoranza e povertà, aveva già sfidato più volte i cinesi, ma senza alcun successo. Nel 1211 Gengis Khan volse nuovamente lo sguardo verso l'impero cinese, due anni dopo si aprì una breccia nella Grande Muraglia e nel 1215 conquistò Bĕijīng (Pechino). Combatté la dinastia Jin a nord-est, sbaragliò la resistenza del regno Xixia a ovest e avanzò verso la Russia. Ai suoi discendenti lasciò il nucleo del futuro impero mongolo, i cui confini nel periodo di massimo splendore arrivarono fino all'Ucraina, alla Persia, alla Corea e ai margini settentrionali del Vietnam.
La dinastia Jin cadde nel 1234, mentre Hángzhōu, la capitale dei Song meridionali, fu conquistata nel 1276. La corte fuggì e l'impero Song crollò definitivamente nel 1279.

### Dinastia Yuan/khanato mongolo (1279-1368)
Fu il nipote di Gengis, Kublai Khan, a fondare la dinastia Yuan e a regnare sull'impero più esteso della storia cinese. Gli stranieri furono facilmente inglobati in questa immensa realtà multietnica e, in seguito alla riapertura delle vie terrestri, nel continente asiatico giunsero numerosi missionari e mercanti europei, il più famoso dei quali fu Marco Polo. I mongoli fondarono la capitale, Khanbalig, nel sito dove oggi sorge Běijīng, ma dello splendido palazzo del khan oggi resta soltanto un'enorme urna di giada custodita nel Parco Beihai.
Kublai Khan suddivise la popolazione in quattro gruppi, i nan, ossia i cinesi della Cina meridionali, gli han, ovvero gli abitanti della Cina settentrionale, i semu, comprendendo i vari stranieri provenienti dall'Asia occidentale e centrale e i mongoli, riservando a questi ultimi i posti al vertice dell'apparato amministrativo. Il sistema degli esami imperiali fu ripristinato nel 1315, ma le quote favorivano fortemente i mongoli e i loro alleati non cinesi, suscitando il risentimento dei letterati han.
Pur eccellendo nell'arte militare, a livello politico ed economico i sovrani Yuan non seppero gestire adeguatamente un impero tanto vasto e presto si trovarono a dover affrontare una insormontabile opposizione: intorno alla metà del XIV secolo, dopo meno di un secolo di dominio mongolo, nella Cina settentrionale e centrale esplosero le prime rivolte.
Un ruolo fondamentale nell'organizzazione delle ribellioni che scossero l'impero Yuan fu svolto da società segrete e sette religiose, tra le quali spiccò quella dei Turbanti Rossi, seguaci di una religione sincretica in cui confluivano elementi tratti da buddhismo, manicheismo, taoismo e confucianesimo. Nel 1367 Zhu Yuanzhang, orfano e novizio buddhista, prese le redini della rivolta e l'anno seguente fondò la dinastia Ming, riportando nelle mani dell'etnia han il controllo dell'impero.

### Dinastia Ming (1368-1644)
Uomo di scarsa cultura, Zhu Yuanzhang dimostrò grandi doti di leader e si rivelò un sovrano abile e forte, seppur spietato. Sebbene sia ricordato soprattutto per il suo dispotismo (nel corso di due epurazioni dell'apparato amministrativo fece uccidere circa 10.000 funzionari insieme alle loro famiglie), si impegnò molto per riportare la Cina al passato splendore dopo la caduta degli Yuan.
Yuanzhang stabilì la capitale a Nánjīng, ma già agli inizi del XV secolo la corte si era nuovamente trasferita a Běijīng. La città fu infatti sottoposta a grandi lavori di ricostruzione sotto l'imperatore Yongle, sul trono dal 1403 al 1424, al quale si deve anche l'iniziativa di far realizzare la Città Proibita, il maestoso palazzo imperiale che si può ammirare tuttora inalterato nella struttura. A sud della città fortificata sorse un grande quartiere commerciale e residenziale, a sua volta racchiuso da mura nel 1522. Běijīng mantenne questo aspetto fino alla metà del XX secolo.
Sul piano della politica estera, i primi imperatori Ming trascurarono l'Asia centrale, rivolgendo le proprie mire verso il Sud-est asiatico. In particolare Yongle, che aveva fatto precipitare la Cina in una guerra civile dopo aver usurpato il potere al nipote, tentò di crearsi le credenziali di sovrano intraprendendo un'ambiziosa politica espansionistica orientata oltremare: nel 1405 lanciò la prima di sette grandi spedizioni marittime. Al comando del generale eunuco Zheng He (1371-1433), la flotta imperiale, costituita da oltre 60 vascelli di dimensioni maggiori e 255 navi più piccole, trasportò 28.000 uomini verso terre remote. Nel corso della quarta e della quinta spedizione, compiute rispettivamente nel 1413 e nel 1417, le navi raggiunsero Aden. Fine principale di questi viaggi era imporre il pagamento di tributi a nuovi stati: alla capitale giunsero persino due ambasciate diplomatiche dall'Egitto.

#### Isolamento e arrivo dei primi europei
Nel 1439 i mongoli invasero l'impero Ming, riuscendo a catturare e a tenere in prigionia per un anno l'imperatore. A seguito di questo evento, i sovrani adottarono una strategia di isolamento e rafforzarono i confini: nella seconda metà del XV secolo la Grande Muraglia fu estesa di quasi 1000 km, raggiungendo la straordinaria lunghezza per la quale è considerata una delle più imponenti opere architettoniche mai realizzate. La costa, tuttavia, era più difficile da difendere tanto che, intorno alla metà del XVI secolo, i governatori dovettero compiere sforzi immani per tenere lontani i pirati dal paese.
In questo periodo sbarcarono in Cina anche alcuni europei. I Ming non chiusero le porte a questi stranieri e nel 1557 concessero ai portoghesi il diritto di stabilire una base commerciale a Macao. Insieme ai mercanti cominciarono presto ad arrivare anche i missionari, in particolare i gesuiti che, guidati dall'indomito Matteo Ricci, penetrarono nell'entroterra e riuscirono persino a insediarsi a corte, dove suscitarono grande ammirazione per le loro conoscenze scientifiche e per l'abilità con cui stampavano i canoni.
La presenza portoghese aprì la Cina ai contatti commerciali diretti con il Nuovo Mondo. Ciò permise l'importazione di nuove colture, quali patate e mais, e l'esportazione di prodotti cinesi tra cui tè, ceramiche e porcellane. Il commercio divenne un'importante attività economica, alla quale diedero impulso anche le banche istituite dai mercanti. Proprietari terrieri e fittavoli presero l'abitudine di vivere lontani dalle loro terre e la migrazione dalle campagne verso le città si intensificò.

#### Declino dell'impero Ming
L'impero Ming era minato dal potere acquisito dagli eunuchi e dalle rivalità tra i funzionari di alto rango. Per mantenere l'ordine occorrevano fermezza e autorità, doti che invece sembravano mancare ai sovrani Ming. Zhu Houchao, sul trono dal 1505 al 1521, arrivò ad affidare la gestione degli affari di stato al capo degli eunuchi pur di avere più tempo da dedicare alle concubine. Sotto un suo successore, Tianqi (1621-28), il potere era nelle mani dell'eunuco Wei Zhongxian (1568-1627), il quale epurò i vertici della burocrazia e promosse un culto della personalità facendo erigere templi in proprio onore.
In un contesto storico sfavorevole, la mancanza di una leadership forte ebbe conseguenze deleterie per la sopravvivenza della dinastia Ming. Infatti, a nord dell'impero, precisamente in Manciuria, si era ormai consolidato lo stato militarizzato dei jurchen, che tra il 1620 e il 1630 avevano compiuto periodiche incursioni in territorio cinese, addentrandosi spesso per vari chilometri oltre il confine. Contemporaneamente, una serie di inondazioni e siccità aveva ridotto allo stremo vaste aree della Cina settentrionale, favorendo fenomeni di banditismo, che sfociarono poi in aperte ribellioni.
Divenuti molto potenti, i mancesi guardavano con interesse agli esiti delle rivolte in corso nell'immenso territorio confinante. Approfittando della situazione turbolenta che regnava in Cina, organizzarono una prima invasione, ma dovettero arrendersi di fronte all'invalicabilità della Grande Muraglia. Successivamente, però, riuscirono a passare grazie a un generale Ming, che agevolò l'avanzata nella convinzione che l'alleanza con i mancesi rappresentasse l'unica speranza di arrivare a sconfiggere le armate di contadini ribelli che in quel momento erano giunti a minacciare persino la capitale, Běijīng.
Nel 1644 Běijīng cadde definitivamente, non per opera dei mancesi, bensì di un contadino ribelle di nome Li Zicheng, che occupò il trono imperiale per un solo giorno, trascorso il quale fu costretto alla fuga dalle truppe cinesi, schieratesi a fianco dei mancesi.
Le guerre dell'oppio furono due conflitti, svoltisi rispettivamente dal 1839 al 1842 e dal 1856 al 1860, che contrapposero l'Impero cinese sotto la dinastia Qing al Regno Unito di Gran Bretagna e Irlanda, i cui interessi militari e commerciali nella regione erano stati posti sotto il controllo della Compagnia britannica delle Indie orientali. Le guerre giunsero al culmine di annose dispute commerciali tra i due Paesi: in risposta alla penetrazione commerciale britannica, che aveva aperto il mercato cinese all'oppio proveniente dall'India britannica, la Cina inasprì i propri divieti sulla droga e ciò scatenò il conflitto.
Sconfitto in entrambe le guerre, l'Impero cinese fu costretto a tollerare il commercio dell'oppio e a firmare con i britannici i trattati di Nanchino e di Tientsin, che prevedevano l'apertura di nuovi porti al commercio e la cessione dell'isola di Hong Kong al Regno Unito. Ebbe così inizio l'era dell'imperialismo europeo in Cina, e numerose altre potenze europee seguirono l'esempio, firmando con Pechino vari trattati commerciali. Gli umilianti accordi con gli occidentali ferirono l'orgoglio cinese e alimentarono un sentimento nazionalista e xenofobo, che si sarebbe poi espresso nelle rivolte di Taiping (1850-1864) e dei Boxer (1899-1901). Alcuni storici, soprattutto cinesi, considerano questo conflitto come l'inizio del secolo dell'umiliazione.
La rivolta dei Taiping assunse le proporzioni di una devastante guerra civile e si combatté nell'Impero Qing tra il 1851 e il 1864. Identifica un movimento rivoluzionario cinese che interessò l'area di Nanchino, per poi espandersi nel sud dell'Impero cinese, tra il 1851, anno della fondazione del "Regno Celeste della Grande Pace" per opera dell'ispiratore della rivolta, Hong Xiuquan, e il 1864, anno della sua soppressione. Nata come reazione al regime corrotto dei Qing-Manciù e subito degenerata in guerra civile, la rivolta fu repressa dall'esercito imperiale col supporto britannico nel 1864.
L'altro sollevamento, la ribellione dei Boxer, avvenne nel 1899 e si rivolse contro l'influenza colonialista straniera. Fu messo in atto da un grande numero di organizzazioni popolari cinesi, riunite sotto il nome di Yihetuan. La rivolta ebbe come base sociale molte scuole di kung fu (identificate come «scuole di pugilato»), che inizialmente adottarono il nome di «pugili della giustizia e della concordia», denominazione che, nei racconti dei missionari, fu resa semplicemente come «boxer».

## La Cina repubblicana

### La Repubblica di Cina (1912-1949)

Bandiera della Repubblica di Cina

La rivolta di Wuchang nel 1911 portò alla fine del Celeste Impero, e alla proclamazione di indipendenza e della Repubblica di Cina, instaurata l'anno dopo al termine della rivoluzione Xinhai.

Nel periodo immediatamente successivo alla rivoluzione, la neonata repubblica fu coinvolta nella prima guerra mondiale, dove fu schierata al fianco degli Alleati: il contributo militare diretto al conflitto fu marginale, mentre rilevante fu l'apporto di manovali e operai per sostenere l'apparato industriale e manifatturiero degli alleati impegnati nello sforzo bellico.

Dopo il crollo del Governo Beiyang dei signori della guerra, la Nazione fu sconvolta da due guerre civili fra i nazionalisti del presidente-generale Chiang Kai-shek e i comunisti di Mao Zedong (1927-1937 e 1945-1949) e dall'invasione giapponese (1937-1945).
Con la conclusione della guerra civile cinese, nel 1949, la Repubblica di Cina si ridusse alla sola Taiwan, mentre il controllo della Cina continentale passò alla neoproclamata Repubblica Popolare Cinese (ciò accadde il 1º ottobre 1949, tuttora un grande giorno di festa in Cina).

Bandiera della Repubblica Popolare Cinese

### Opere generali
- Stefano Cammelli, Ombre cinesi - Indagine su una cultura che volle farsi nazione, Torino, Einaudi, 2006
- Jacques Gernet, Il mondo cinese. Dalle prime civiltà alla Repubblica Popolare, Torino, 1978. (studio di riferimento ancora oggi)
- J.A.G. Roberts, Storia della Cina, 3ª ed., Bologna, Il Mulino, 2011, ISBN 978-88-15-24152-8.
- Mario Sabattini e Paolo Santangelo, Storia della Cina, Bari, Laterza, 1989.
- Maurizio Scarpari (a cura di), La Cina, Torino, Einaudi, 2009. (quattro volumi, dalla preistoria al XXI secolo)
- Kai Vogelsang, Cina: Una storia millenaria, Torino, Einaudi, 2014, ISBN 978-88-06-21718-1.
- (EN) Dennis C. Twitchett, John K. Fairbank (a cura di), The Cambridge History of China, Cambridge, Cambridge University Press, 1986. (opera di riferimento, raccolta di saggi tuttora in corso di pubblicazione, con 17 volumi previsti)
- (EN) Patricia Buckley Ebrey, The Cambridge Illustrated History of China, Cambridge, Cambridge University Press, 1996.
- (EN) William Theodore De Bary (a cura di), Sources of Chinese Tradition, New York, 1999-2000. (antologia di fonti e documenti)
- (EN) John K. Fairbank, China: A New History, Cambridge, Massachusetts, Harvard University Press, 1994.
- (EN) John Keay, China: A History, Cambridge, Hackett, 2009.
- (EN) J.A.G. Roberts, The Complete History of China: An Illustrated History, Stroud, Sutton Publishing, 2003.
- (EN) The New Encyclopaedia Britannica, vol. 3, 15ª ed., Chicago, 1994,  pp. 222-228. (cronaca dei sovrani cinesi)

Altri testi in inglese
- Eberharad, Wolfram. A History of China (2005), 380 pages' full text online free
- Gernet, Jacques, J. R. Foster, and Charles Hartman. A History of Chinese Civilization (1996), called the best one-volume survey;
- Hsü, Immanuel Chung-yueh. The Rise of Modern China, 6th ed. (Oxford University Press, 1999), highly detailed coverage of 1644-1999, in 1136pp.
- Huang, Ray. China, a Macro History (1997) 335pp, an idiosyncratic approach, not for beginners;
- Latourette, Kenneth Scott. The Development of China (1917) 273 pages; full text online
- Michael, Franz. China through the Ages: History of a Civilization. (1986). 278pp.
- Mote, Frederick W. Imperial China, 900-1800 Harvard University Press, 1999, 1,136 pages, the authoritative treatment of the Song, Yuan, Ming, and Qing dynasties;
- Perkins, Dorothy. Encyclopedia of China: The Essential Reference to China, Its History and Culture. Facts on File, 1999. 662 pp.
- Schoppa, R. Keith. The Columbia Guide to Modern Chinese History. Columbia U. Press, 2000. 356 pp.
- Spence, Jonathan D. The Search for Modern China (1999), 876pp; well written survey from 1644 to 1990s excerpt and text search;
- Ven, Hans van de, ed. Warfare in Chinese History. E. J. Brill, 2000. 456 pp.
- Wang, Ke-wen, ed. Modern China: An Encyclopedia of History, Culture, and Nationalism. Garland, 1998. 442 pp.
- Wright, David Curtis. History of China (2001) 257pp.
- full text of older histories (pre 1923), su books.google.com.

### Preistoria
- Chang, Kwang-chih. The Archaeology of Ancient China, Yale University Press, 1986.
- Discovery of residue from fermented beverage consumed up to 9,000 years ago in Jiahu, Henan Province, China. By Dr. Patrick E McGovern, University of Pennsylvania archaeochemist and colleagues from China, Great Britain and Germany.
- Rixiang Zhu, Zhisheng An, Richard Potts, Kenneth A. Hoffman, Magnetostratigraphic dating of early humans in China (PDF), su paleomag.net, DOI:10.1016/S0012-8252(02)00132-0. URL consultato il 23 gennaio 2011 (archiviato dall'url originale il 24 luglio 2011).
- The Discovery of Early Pottery in China by Zhang Chi, Department of Archaeology, Peking University, China.

### Dinastia Shang
- Durant, Stephen W., The Cloudy Mirror: Tension and Conflict in the Writings of Sima Qian, 1995.

### Dinastia Han
- de Crespigny, Rafe. 1972. The Ch'iang Barbarians and the Empire of Han: A Study in Frontier Policy. Papers on Far Eastern History 16, Australian National University. Canberra.
- de Crespigny, Rafe. 1984. Northern Frontier. The Policies and Strategies of the Later Han Empire. Rafe de Crespigny. 1984. Faculty of Asian Studies, Australian National University. Canberra.
- Rafe de Crespigny, Chapter One from Generals of the South: the Foundation and early history of the Three Kingdoms state of Wu, in South China under the Later Han Dynasty, Asian Studies Monographs, New Series No. 16, Faculty of Asian Studies, The Australian National University, Canberra, 1990. URL consultato il 23 gennaio 2011 (archiviato dall'url originale il 16 novembre 2010).
- Rafe de Crespigny, Later Han Military Administration: An Outline of the Military Administration of the Later Han Empire, in Asian Studies Monographs, New Series No. 21, Based on the Introduction to Emperor Huan and Emperor Ling being the Chronicle of Later Han for the years 189 to 220 CE as recorded in Chapters 59 to 69 of the Zizhi tongjian of Sima Guang, Faculty of Asian Studies, The Australian National University, 1996. URL consultato il 23 gennaio 2011 (archiviato dall'url originale il 28 maggio 2011).
- Dubs, Homer H. 1938-55. The History of the Former Han Dynasty by Pan Ku. (tre volumi)
- Hill, John E. Through the Jade Gate to Rome: A Study of the Silk Routes during the Later Han Dynasty, 1st to 2nd Centuries CE. (2009) ISBN 978-1-4392-2134-1.
- Hulsewé, A. F. P. and Loewe, M. A. N., eds. China in Central Asia: The Early Stage 125 BCE – CE 23: an annotated translation of chapters 61 and 96 of the History of the Former Han Dynasty. (1979).
- Twitchett, Denis and Loewe, Michael, eds. 1986. The Cambridge History of China. Volume I. The Ch'in and Han Empires, 221 BCE – CE 220. Cambridge University Press.
- Yap, Joseph P. ``Wars With the Xiongnu - A Translation From Zizhi tongjian`` (Zhan-guo, Qin, Han and Xin 403 BCE - 23 CE.) AuthorHouse (2009) ISBN 1-4900-0604-4.

### Jin, i sedici regni e le dinastie del Nord e del Sud
- Rafe de Crespigny, The Three Kingdoms and Western Jin: A History of China in the Third Century AD, in East Asian History, 1 June 1991, pp. 1–36, & no. 2 December 1991, pp. 143–164, Faculty of Asian Studies, Australian National University, Canberra, 1991. URL consultato il 23 gennaio 2011 (archiviato dall'url originale il 26 aprile 2012).
- Miller, Andrew, Accounts of Western Nations in the History of the Northern Chou Dynasty, 1959.

### Dinastia Sui
- Wright, Arthur F., 1978, The Sui Dynasty: The Unification of China. CE 581-617, Alfred A. Knopf, New York, ISBN 0-394-49187-4; 0-394-32332-7 (pbk).

### Dinastia Tang
- Benn, Charles. 2002. China's Golden Age: Everyday Life in the Tang Dynasty. Oxford University Press. ISBN 0-19-517665-0.
- Schafer, Edward H. 1963. The Golden Peaches of Samarkand: A study of T'ang Exotics. University of California Press. Berkeley and Los Angeles. 1st paperback edition. 1985. ISBN 0-520-05462-8.
- Schafer, Edward H. 1967. The Vermilion Bird: T'ang Images of the South. University of California Press, Berkeley and Los Angeles. Reprint 1985. ISBN 0-520-05462-8.
- Shaffer, Lynda Norene. 1996. Maritime Southeast Asia to 1500. Armonk, New York, M.E. Sharpe, Inc. ISBN 1-56324-144-7.
- Wang, Zhenping. 1991. "T'ang Maritime Trade Administration." Wang Zhenping. Asia Major, Third Series, Vol. IV, 1991, pp. 7–38.

### Dinastia Song
- Ebrey, Patricia, The Inner Quarters: Marriage and the Lives of Chinese Women in the Sung Period, 1990.
- Hymes, Robert, and Conrad Schirokauer, eds. Ordering the World: Approaches to State and Society in Sung Dynasty China, U of California Press, 1993; complete text online free
- Shiba, Yoshinobu. 1970. Commerce and Society in Sung China. Originally published in Japanese as So-dai sho-gyo—shi kenkyu-. Tokyo, Kazama shobo-, 1968. Yoshinobu Shiba. Translation by Mark Elvin, Centre for Chinese Studies, University of Michigan.

### Dinastia Ming
- Brook, Timothy. The Confusions of Pleasure: Commerce and Culture in Ming China. (1998).
- Brook, Timothy. The Troubled Empire: China in the Yuan and Ming Dynasties (2010) Focus on the impact of a Little Ice Age on the empire, as the empire, beginning with a sharp drop in temperatures in the 13th century during which time the Mongol leader Kubla Khan moved south into China.
- Dardess, John W. A Ming Society: T'ai-ho County, Kiangsi, Fourteenth to Seventeenth Centuries. (1983); uses advanced "new social history" complete text online free
- Farmer, Edward. Zhu Yuanzhang and Early Ming Legislation: The Reordering of Chinese Society Following the Era of Mongol Rule. E.J. Brill, 1995.
- Goodrich, L. Carrington, and Chaoying Fang. Dictionary of Ming Biography. (1976).
- Huang, Ray. 1587, A Year of No Significance: The Ming Dynasty in Decline. (1981).
- Mann, Susan. Precious Records: Women in China's Long Eighteenth Century (1997)
- Mote, Frederick W. and Twitchett, Denis, eds. The Cambridge History of China. Vol. 7: The Ming Dynasty, 1368-1644, Part 1. (1988). 976 pp.
- Schneewind, Sarah. A Tale of Two Melons: Emperor and Subject in Ming China. (2006).
- Tsai, Shih-shan Henry. Perpetual Happiness: The Ming Emperor Yongle. (2001).
- Mote, Frederick W., and Denis Twitchett, eds. The Cambridge History of China. Vol. 7, part 1: The Ming Dynasty, 1368-1644 (1988). 1008 pp. excerpt and text search
- Twitchett, Denis and Frederick W. Mote, eds. The Cambridge History of China. Vol. 8: The Ming Dynasty, 1368-1644, Part 1.
  - Twitchett, Denis and Frederick W. Mote, eds. The Cambridge History of China. Vol. 8: The Ming Dynasty, 1368-1644, Part 2.  (1998). 1203 pp.

### Dinastia Qing

Cambiamenti territoriali della Cina nel corso dei secoli e dinastie

- Fairbank, John K. and Liu, Kwang-Ching, ed. The Cambridge History of China. Vol. 2: Late Ch'ing, 1800-1911, Part 2. Cambridge U. Press, 1980. 754 pp.
- Peterson, Willard J., ed. The Cambridge History of China. Vol. 9, Part 1: The Ch'ing Dynasty to 1800. Cambridge U. Press, 2002. 753 pp.
- Rawski, Evelyn S. The Last Emperors: A Social History of Qing Imperial Institutions (2001) complete text online free
- Struve, Lynn A., ed. The Qing Formation in World-Historical Time. (2004). 412 pp.
- Struve, Lynn A., ed. Voices from the Ming-Qing Cataclysm: China in Tigers' Jaws (1998).
- Yizhuang, Ding. "Reflections on the 'New Qing History' School in the United States," Chinese Studies in History, Winter 2009/2010, Vol. 43 Issue 2, pp 92–96, It drops the theme of "sinification" in evaluating the dynasty and the non-Han Chinese regimes in general. It seeks to analyze the success and failure of Manchu rule in China from the Manchu perspective and focus on how Manchu rulers sought to maintain the Manchu ethnic identity throughout Qing history.

### Era repubblicana
- Bergere, Marie-Claire. Sun Yat-Sen (1998), 480pp, the standard biography.
- Boorman, Howard L., ed. Biographical Dictionary of Republican China. (Vol. I-IV and Index. 1967-1979). 600 short scholarly biographies excerpt and text search
  - Boorman, Howard L. "Sun Yat-sen" in Boorman, ed. Biographical Dictionary of Republican China (1970) 3: 170-89, complete text online
- Dreyer, Edward L. China at War, 1901-1949. (1995). 422 pp.
- Eastman Lloyd. Seeds of Destruction: Nationalist China in War and Revolution, 1937- 1945. (1984).
- Eastman Lloyd et al. The Nationalist Era in China, 1927-1949 (1991).
- Fairbank, John K., ed. The Cambridge History of China, Vol. 12, Republican China 1912-1949. Part 1. (1983). 1001 pp.
- Fairbank, John K. and Feuerwerker, Albert, eds. The Cambridge History of China. Vol. 13: Republican China, 1912-1949, Part 2. (1986). 1092 pp.
- Gordon, David M. The China-Japan War, 1931-1945. The Journal of Military History v70#1 (2006) 137-182; major historiographical overview of all important books and interpretations; in Project Muse.
- Hsiung, James C. and Steven I. Levine, eds. China's Bitter Victory: The War with Japan, 1937-1945 (1992), essays by scholars;
- Hsi-sheng, Ch'i. Nationalist China at War: Military Defeats and Political Collapse, 1937-1945 (1982).
- Hung, Chang-tai. War and Popular Culture: Resistance in Modern China, 1937-1945 (1994) complete text online free
- Rubinstein, Murray A., ed. Taiwan: A New History (2006), 560pp.
- Shiroyama, Tomoko. China during the Great Depression: Market, State, and the World Economy, 1929-1937 (2008).
- Shuyun, Sun. The Long March: The True History of Communist China's Founding Myth (2007).
- Taylor, Jay. The Generalissimo: Chiang Kai-shek and the Struggle for Modern China. (2009) ISBN 978-0674033382.
- Westad, Odd Arne. Decisive Encounters: The Chinese Civil War, 1946-1950. (2003). 413 pp. the standard history.

### Era comunista, dal 1949 a oggi
- Barnouin, Barbara, and Yu Changgen. Zhou Enlai: A Political Life (2005).
- Baum, Richard D. "'Red and Expert': The Politico-Ideological Foundations of China's Great Leap Forward," Asian Survey, Vol. 4, No. 9 (Sep., 1964), pp. 1048–1057 in JSTOR
- Becker, Jasper. Hungry Ghosts: China's Secret Famine (1996), on the "Great Leap Forward" of 1950s.
- Cammelli, Stefano. Quando l'Oriente si tinse di rosso (2013), Polonews Paper, Bologna - Lugano
- Cammelli, Stefano. Storie di uomini e di fiumi - Lungo il corso del Fiume Azzurro, (2016), Bologna, Il Mulino.
- Chang, Jung and Jon Halliday. Mao: The Unknown Story, (2005), 814 pages, ISBN 0-679-42271-4.
- Dittmer, Lowell. China's Continuous Revolution: The Post-Liberation Epoch, 1949-1981 (1989) online free
- Dietrich, Craig. People's China: A Brief History, 3d ed. (1997), 398pp.
- Kirby, William C., ed. Realms of Freedom in Modern China. (2004). 416 pp.
- Kirby, William C.; Ross, Robert S.; and Gong, Li, eds. Normalization of U.S.-China Relations: An International History. (2005). 376 pp.
- Li, Xiaobing. A History of the Modern Chinese Army (2007).
- MacFarquhar, Roderick and Fairbank, John K., eds. The Cambridge History of China. Vol. 15: The People's Republic, Part 2: Revolutions within the Chinese Revolution, 1966-1982. Cambridge U. Press, 1992. 1108 pp.
- Meisner, Maurice. Mao's China and After: A History of the People's Republic, 3rd ed. (Free Press, 1999), dense book with theoretical and political science approach.
- Spence, Jonatham. Mao Zedong (1999).
- Shuyun, Sun. The Long March: The True History of Communist China's Founding Myth (2007).
- Wang, Jing. High Culture Fever: Politics, Aesthetics, and Ideology in Deng's China (1996) complete text online free
- Wenqian, Gao. Zhou Enlai: The Last Perfect Revolutionary (2007).

#### Rivoluzione culturale, 1966-1976
- Clark, Paul. The Chinese Cultural Revolution: A History (2008), a favorable look at artistic production excerpt and text search
- Esherick, Joseph W.; Pickowicz, Paul G.; and Walder, Andrew G., eds. The Chinese Cultural Revolution as History. (2006). 382 pp.
- Jian, Guo; Song, Yongyi; and Zhou, Yuan. Historical Dictionary of the Chinese Cultural Revolution. (2006). 433 pp.
- MacFarquhar, Roderick and Fairbank, John K., eds. The Cambridge History of China. Vol. 15: The People's Republic, Part 2: Revolutions within the Chinese Revolution, 1966-1982. Cambridge U. Press, 1992. 1108 pp.
- MacFarquhar, Roderick and Michael Schoenhals. Mao's Last Revolution. (2006).
- MacFarquhar, Roderick. The Origins of the Cultural Revolution. Vol. 3: The Coming of the Cataclysm, 1961-1966. (1998). 733 pp.
- Yan, Jiaqi and Gao, Gao. Turbulent Decade: A History of the Cultural Revolution. (1996). 736 pp.

### Economia e ambiente
- Chow, Gregory C. China's Economic Transformation (2nd ed. 2007).
- Elvin, Mark. Retreat of the Elephants: An Environmental History of China. (2004). 564 pp.
- Elvin, Mark and Liu, Ts'ui-jung, eds. Sediments of Time: Environment and Society in Chinese History. (1998). 820 pp.
- Ji, Zhaojin. A History of Modern Shanghai Banking: The Rise and Decline of China's Finance Capitalism. (2003. 325) pp.
- Naughton, Barry. The Chinese Economy: Transitions and Growth (2007).
- Rawski, Thomas G. and Lillian M. Li, eds. Chinese History in Economic Perspective, University of California Press, 1992 complete text online free
- Sheehan, Jackie. Chinese Workers: A New History. Routledge, 1998. 269 pp.
- Stuart-Fox, Martin. A Short History of China and Southeast Asia: Tribute, Trade and Influence. (2003). 278 pp.
- Paolo Lunghi. Nel Segno del Dragone - Ibiskos-Ulivieri (2012) - Agave 176 pp.

### La donna in Cina
- Ebrey, Patricia. The Inner Quarters: Marriage and the Lives of Chinese Women in the Sung Period (1990).
- Hershatter, Gail, and Wang Zheng. "Chinese History: A Useful Category of Gender Analysis," American Historical Review, Dec 2008, Vol. 113 Issue 5, pp 1404–1421.
- Hershatter, Gail. Women in China's Long Twentieth Century (2007), full text online
- Hershatter, Gail, Emily Honig, Susan Mann, and Lisa Rofel, eds. Guide to Women's Studies in China (1998).
- Ko, Dorothy. Teachers of Inner Chambers: Women and Culture in China, 1573-1722 (1994).
- Mann, Susan. Precious Records: Women in China's Long Eighteenth Century (1997).
- Wang, Shuo. "The 'New Social History' in China: The Development of Women's History," History Teacher, May 2006, Vol. 39 Issue 3, pp 315–323.